# 林昭瑛
林昭瑛（韓語：임소영，英語：Yim So Young，1993年9月9日－），藝名：昭瑛（韓語：소영；英语：Soyoung），韓國女歌手，2017年加入女子組合Stellar ，擔任副唱。

## 经历

### 出道前
昭瑛曾是B2M娛樂及MMO娛樂的練習生，因此與Wanna One成員尹智聖、姜丹尼爾以及曾參加PRODUCE 101 第二季的崔泰熊、朱抮玗、金宰漢成為好友，亦有在社交媒體中為他們打氣。
另外，在2016年，昭瑛亦曾參加偶像大師.KR的選拔，希望透過此計劃成為Real Girls Project成員，可惜最後在第三輪選拔中被淘汰。

### 2017年：加入Stellar
5月17日"昭瑛(Soyoung)"加入Stellar，使组合变為五人團體。6月27日，公開《Stellar into the world》主打曲《세피로트의 나무 （Archangels of the Sephiroth） （页面存档备份，存于）》MV，該曲帶有濃厚的宗教神秘色彩，是一首以猶太教的神秘符號生命之樹為發想創作的歌曲，其中昭瑛代表奧秘。
2019年: 个人Solo出道
2019年7月7日，昭瑛宣布她已经与WK ENM签约，并将准备以个人Solo出道。
8月20日凭借单曲“ Breath”正式个人Solo出道。

## 音乐作品

### 迷你专辑
| 名称                       | 专辑资料                               | 曲目 |
| 《Stellar into the world》 | - 語言：韓語 - 發行時間：2017年6月27日 | 1. 세피로트의 나무（Archangels of the Sephiroth） 2. 왜 때문에 3. The Wave 4. Twinkle 5. 세피로트의 나무（Inst.） |

## 外部連結
- 林昭瑛的Instagram帳戶